# Tosa Mitsunobu
Tosa Mitsunobu (japanisch 土佐 光信; geboren 1434?, gestorben 1525?) war ein japanischer Maler und Begründer der Tosa-Schule. 

## Leben und Werk

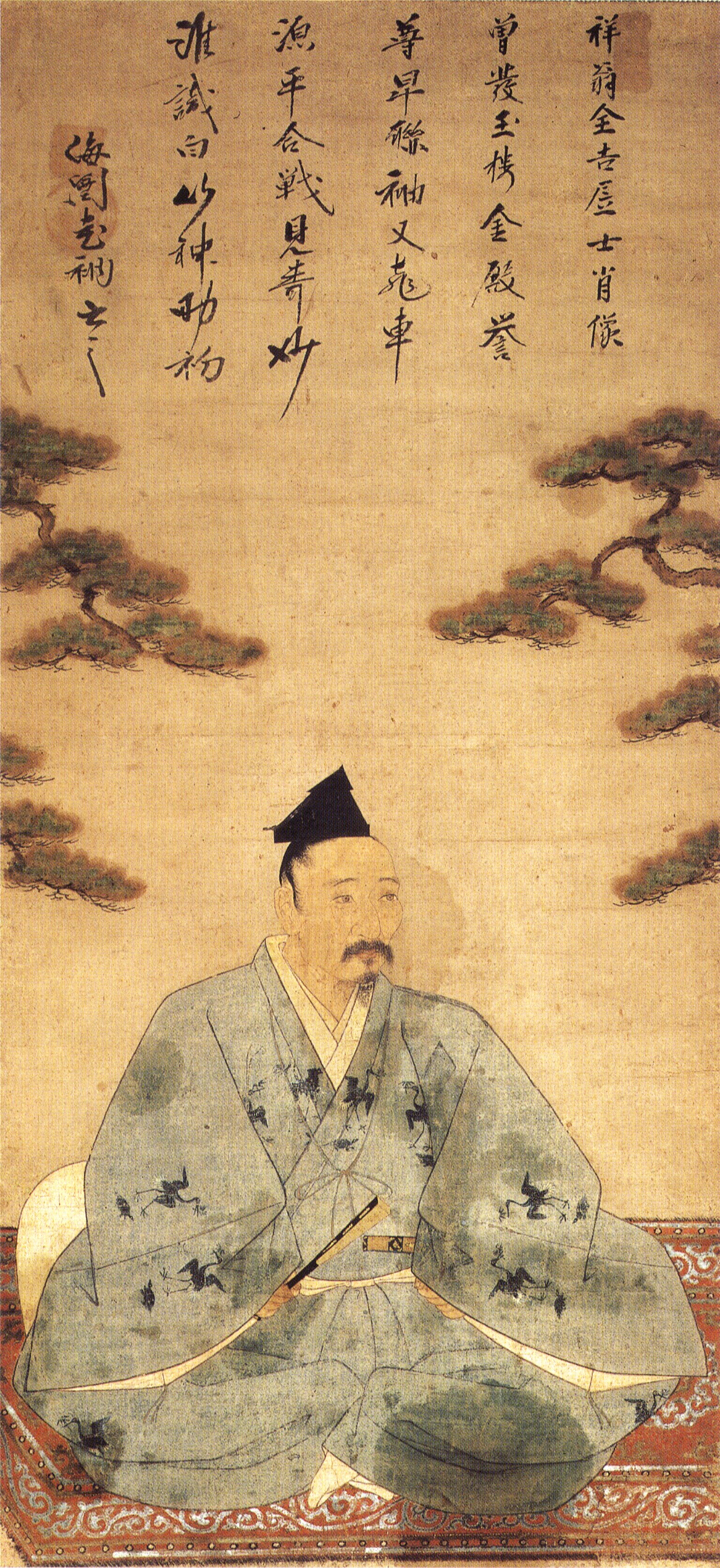
Portrait des Momoi Naoaki

Tosa Mitsunobe war Ende des 15. Jahrhunderts bis Anfang des 16. der wichtigste Künstler am Kaiserhof. Er wurde 1469 zum Leiter des Amtes für Malerei (宮廷繪所預, Kyūtei e-dokoro azukari) am Hofe ernannt und wirkte bis etwa 1525. Während dieser gut fünfzig Jahre am Hof stieg er auf vom „将監“ (Shōgen) „刑部太夫“ (Gyōbu tayū) bis zum „十四位下“ (Jūyon’i ge). Mitsunobu arbeitete nicht nur für den Hof, sondern auch für das Shogunat und er erhielt einen beträchtlichen Grundbesitz. Zunächst führte er den Familiennamen Fujiwara, aber ab der Bummei-Ära (1469–1487) erscheint er unter dem Namen Tosa Mitsunobu. Zu dieser Zeit erhielt er den Grundbesitz eines Hirochika/Hirokae, der bereits den Namen Tosa führte. Es war die Zeit, in der auch seine Beziehungen zum Schogunat enger wurden.
Übereinstimmend wird angenommen, dass Mitsunobu vielleicht sogar der Nachfolger Hirochikas war und so zu dem Namen Tosa kam. Man geht davon aus, dass Mitsunobu ein Sohn Mitsuhiros war, aber er pflegte auch eine enge Beziehung zu Hirochika. Folglich geschah es in dieser Zeit, dass die Maler aus der Schule des Fujiwara no Yokimitsu (藤原行光: 14. Jahrhundert) sich mit der Tosa-Familie vereinigten. Damit war die Grundlage geschaffen für den Erfolg der Tosa-Schule als Hauptvertreter des Yamato-e.
Im Unterschied zur Kanō-Schule mit ihrer aufstrebenden, dekorativen, am chinesischen Stil orientierten Linie, erlebte der Yamato-e Stil zu der Zeit einen Niedergang. Mitsunobu arbeitete daher konsequenterweise daran, den Stil zu erneuern, indem er chinesische Techniken und Aspekte früherer Yamato-e vereinigte. So schaffte er ein eindrucksvolles Werk, sowohl, was die Breite seiner Themen, als auch die Variationen im Stil betrifft.
Unter seinen erhaltenen Werken finden sich beachtliche Porträts, so von Momoi Naoaki (桃井直詮図; 1480) im Nationalmuseum Tokio, von Kaiser Go-En’yū (1492) im Unryō-in (雲龍院) des Sennyū-ji und von Sanjōnishi Sanetaka (1501) im Besitz der Sakai-Familie. – Unter den buddhistischen Arbeiten befindet sich eine Kopie einer Sammlung des Jōfuku-ji (浄福寺) in Kioto aus dem Jahr 1489. Ihm zugeschrieben wird die Kopie der „Zehn Richter der anderen Welt“ (十王図) aus der Sammlung des Nison-in, eine bebilderte Rolle „Legende des Kiyomizu-dera“ (清水寺縁起, Kiyomizu-dera engi; 1517) im Nationalmuseum Tokio. Weiter weiß man aus Aufzeichnungen, dass Mitsunobu auch großformatige Genre-Malereien ausgeführt hat, wie „In und um Kioto“ (洛中洛外図, Rakuchū rakugai zu) aus dem Jahr 1506.
Mitsunobu zählt, zusammen mit Tokiwa Mitsunaga und Tosa Mitsuoki, zu den „Drei Meistern der Tosa-Schule“ (土佐三筆, Tosa Sampitsu).

## Bilder

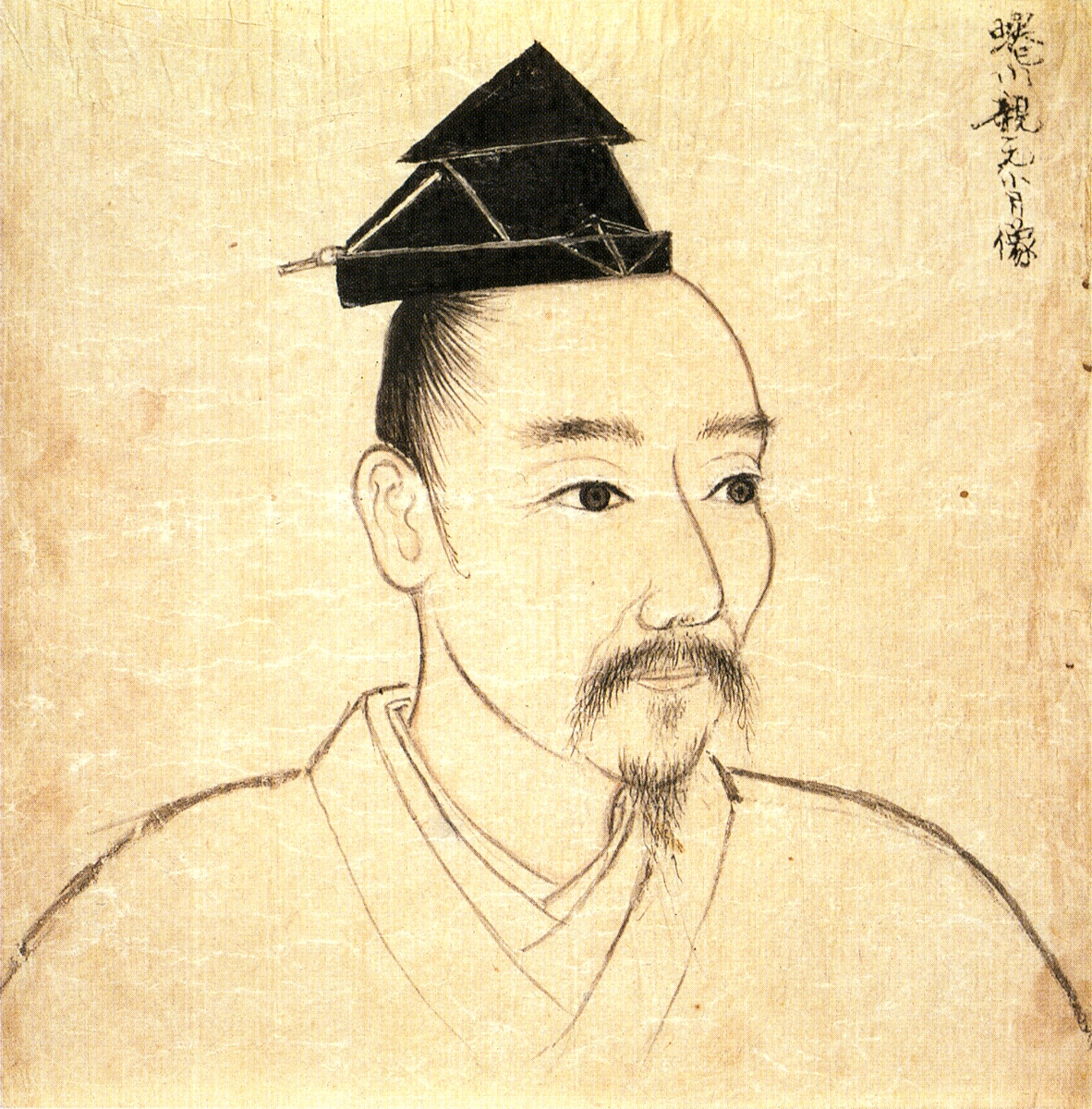
Ninagawa Chikamoto
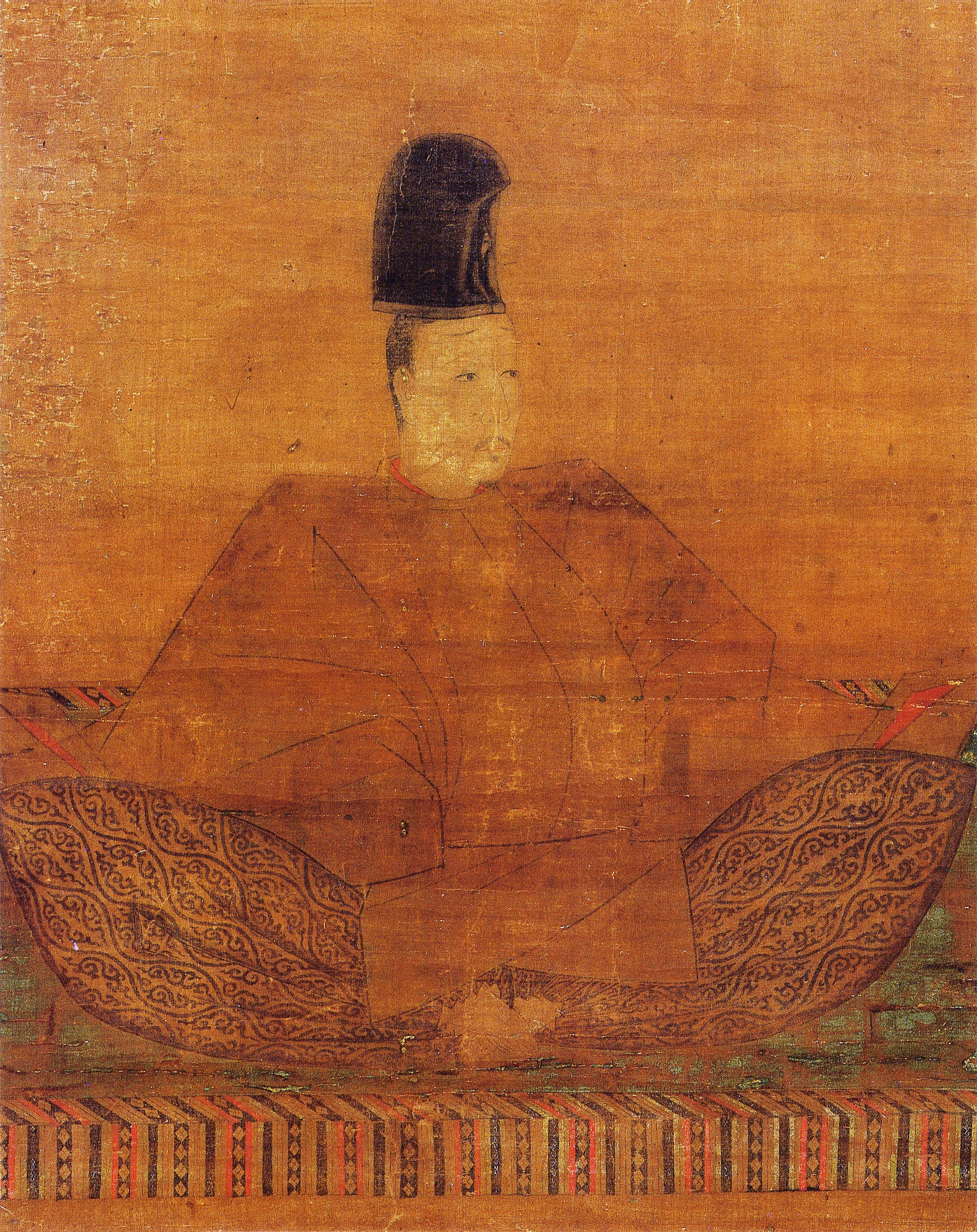
Go-En’yū
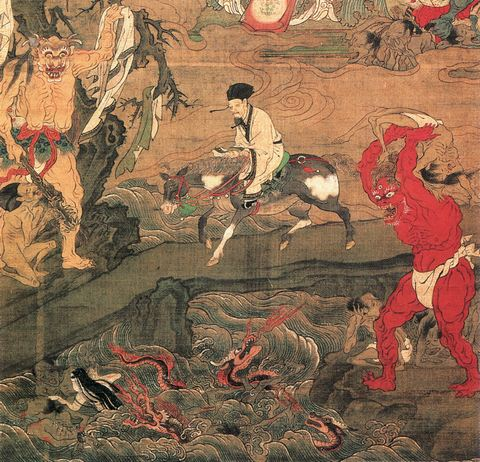
Zehn Richter
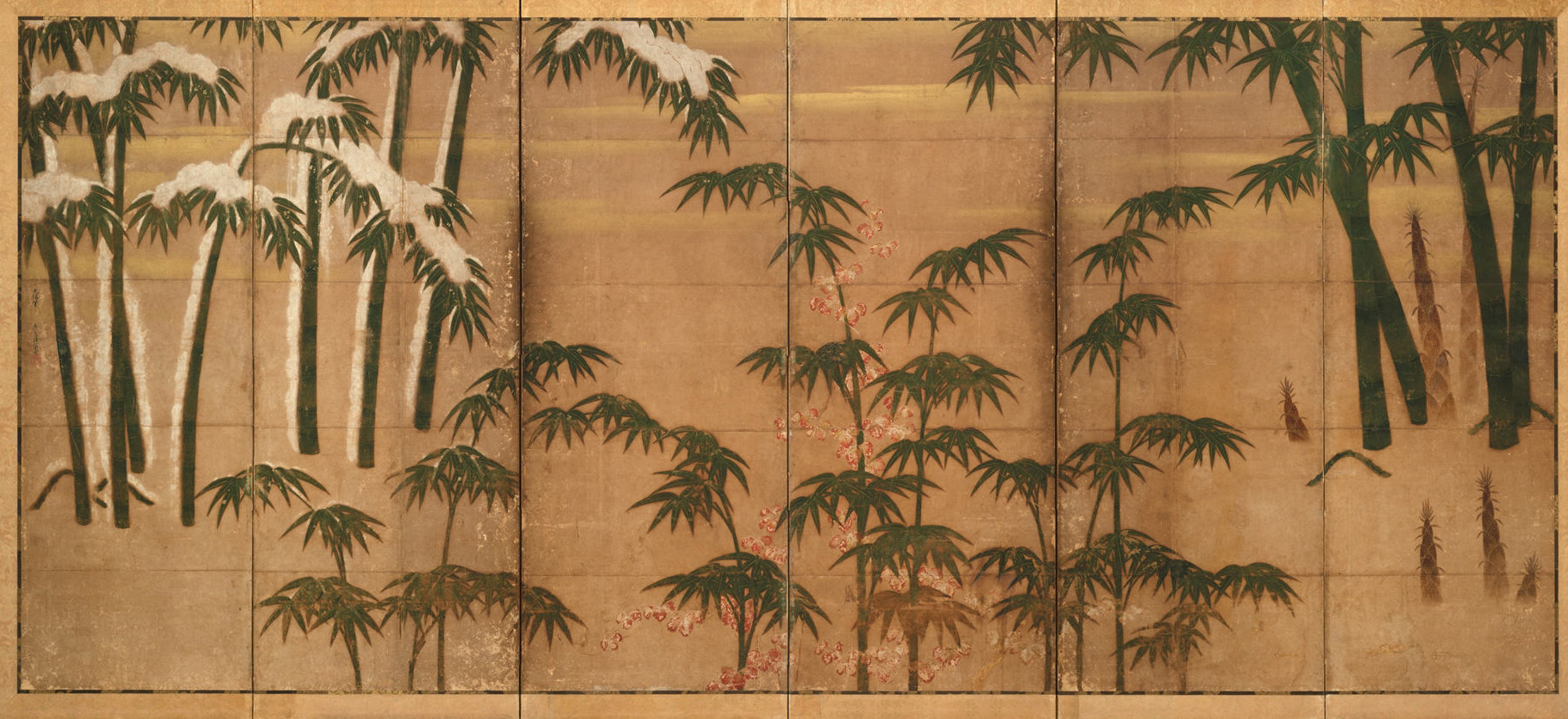
Stellschirm „Vier Jahreszeiten 2“
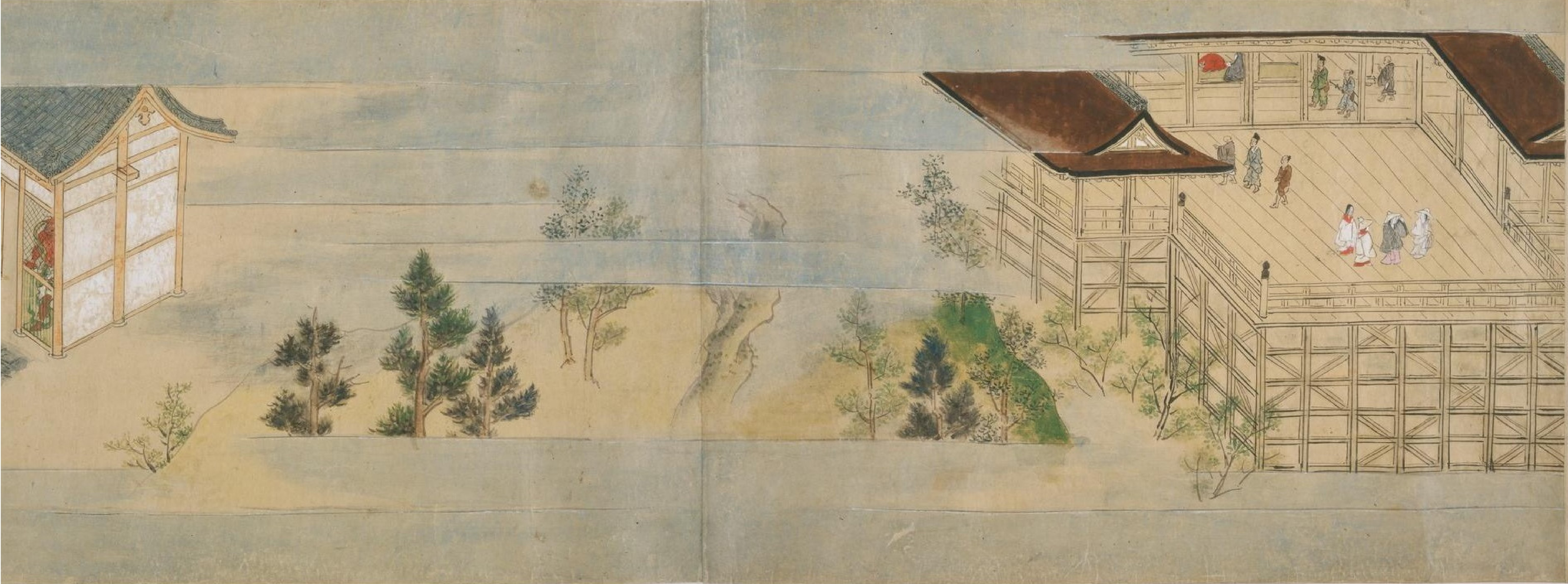
Kiyomizu-dera Engi (Ausschnitt)